# 14572 Armando
14572 Armando eller 1998 QX54 är en asteroid i huvudbältet som upptäcktes den 27 augusti 1998 av LONEOS vid Anderson Mesa Station. Den är uppkallad efter fysikern Armando Blanco.
Asteroiden har en diameter på ungefär 3 kilometer.